# Gongchan
Dans ce nom coréen, le nom de famille, Gong, précède le nom personnel.
Gong Chan-sik (coréen : 공찬식) né le 14 août 1993 à Suncheon, mieux connu sous son nom de scène Gongchan (coréen : 공찬), est un chanteur, danseur et acteur sud-coréen. Il est membre du boys band de K-pop B1A4.

## Carrière

### B1A4
Après avoir passé plusieurs années en tant que stagiaire, Gongchan rejoint B1A4 où il est le plus jeune membre. Le 11 avril 2011, Gongchan fut le troisième membre révélé par WM Entertainment après Jinyoung et Baro. Sandeul et CNU ont été révélés les deux jours qui suivirent,,,,.
Le 20 avril 2011, B1A4 a sorti son premier mini-album nommé Let's Fly avec le titre principal OK, et le groupe a tenu sa première performance officielle sur scène au Show! Music Core de MBC le 23 avril 2011.
Après leurs débuts, B1A4 fut invité dans l'émission de télé-réalité Match Up de SBS MTV avec Block B. Comme l'un des projets de l'émission, le groupe a filmé le clip vidéo d'Only Learnt The Bad Things (못된 것만 배워서).

## Filmographie

### Dramas
| Année | Titre      | Rôle     | Note(s)                  |
| ----- | ---------- | -------- | ------------------------ |
| 2015  | Tasty Love | Sung-jun | Rôle principal Web Drama |

### Apparitions dans des clips vidéos
| Année | Chanson     | Artiste(s) | Référence |
| ----- | ----------- | ---------- | --------- |
| 2014  | "Piano Man" | Mamamoo    | [ 9 ]     |

### Émissions de variétés
- 2011 : Oh My School / 100 Point Out Of 100 sur KBS2 – les 2 épisodes finaux
- 2011 : Idol Athletics Championships sur MBC
- 2011 : Let Me Show sur SBS MTV
- 2011 : Match Up sur SBS MTV
- 2011 : Weekly Idol sur MBC Every1
- Janvier 2012 : Idol Athletics and Swimming Championships sur MBC
- 2012 : Special B1A4 Selca Diary sur SBS MTV
- 2012 : Quiz to Change the World sur MBC
- 3 février 2012 – 3 mars 2012 : Wide Entertainment News - B1A4 Sesame Player sur Mnet
- 25 avril 2012 : Weekly Idol sur MBC Every1
- 25 juillet 2012 – 12 octobre 2012 : B1A4 Hello Baby Season 6 sur KBS Joy
- 2012-2013 : Love Request sur KBS2
- 2012-2013 : Weekly Idol sur MBC Every1 - épisodes 26, 40, 73 & 90
- 2013 : Dream Team sur KBS2
- 2013 : All The Kpop - épisodes 26 & 27
- 2013 : Beatles Code 2 - épisode 64
- 2013 : Yoo Hee Yeol's Sketchbook
- 2013. : "Celebrity Splash" sur MBC
- 2014 : Dream Team sur KBS2
- 2014 : "B1A4's One Fine Day" sur MBC Music
- 2014 : Safety First! [Escaping Crises] Fights/[Safety Manual] Driving in the rain sur KBS2
- 2014 : Hello Counselor sur KBS2
- 2015 : A Song For You Saison 4 sur KBS
- 2016 : Celebrity Bromance sur MBig TV